# Détroit de Raccoon
Le détroit de Raccoon (en anglais : Raccoon Strait) est un détroit situé entre Angel Island et la péninsule de Tiburon dans la région de la baie de San Francisco, au nord de San Francisco, en Californie, aux États-Unis.
Le détroit est nommé d'après le HMS Racoon, qui s'orthographie également Raccoon.